# Pandanus decastigma
Pandanus decastigma är en enhjärtbladig växtart som beskrevs av Benjamin Clemens Masterman Stone. Pandanus decastigma ingår i släktet Pandanus och familjen Pandanaceae. IUCN kategoriserar arten globalt som sårbar.
Artens utbredningsområde är Nya Kaledonien. Inga underarter finns listade.